# Леонид Леонов
Леонид Максимович Леонов (31 май 1899, Москва – 8 август 1994, Москва) е руски писател. Герой на социалистическия труд (1967). Носител на Държавна награда на СССР – 1943 г. и на Ленинска награда – 1957 г. Номиниран е за Нобелова награда за литература.

## Биография
Баща му, Максим Леонов, е поет. Жени се за дъщерята на един търговец от Москва. През дългия си живот е написал няколко романа, през голям интервал от време. Изявява се и като драматург. Пише и мемоари. Основните теми в произведенията му са драматичният конфликт между буржоазния и социалния морал и психология, промените в съзнанието на руската интелигенция, героизма на руските хора през Великата отечествена война.

## Творчество
- „Борсуци“ – роман – 1924 г.
- „Сот“ – роман – 1930 г.
- „Скутаревски“ – роман – 1932 г.
- „Руският лес“ – роман – 1953 г.
- „Евгения Ивановна“ – повест – 1964 г.
- „Обикновен човек“ – пиеса – 1941 г.
- „Нашествие“ – пиеса – 1942 г.
- „Златната карета“ – пиеса – 1946 г.
- „Пирамида“ – роман – 1994 г.